# 彼得羅巴甫利夫卡 (多馬尼夫卡市鎮)
47°40′53″N 30°54′24″E / 47.68139°N 30.90667°E
彼得羅巴甫利夫卡（烏克蘭語：Петропавлівка）是烏克蘭南部的村落，由尼古拉耶夫州沃茲涅先斯克區的多馬尼夫卡市鎮負責管轄。該村始建於1928年，面積1.4平方公里，海拔高度134米，2001年人口781，人口密度每平方公里557.9人。